# فرانک ویگنال
فرانک ویگنال (به انگلیسی: Frank Wignall) بازیکن فوتبال زادهٔ ۲۱ اوت ۱۹۳۹ اهل کشور انگلستان که سابقهٔ بازی در تیم ملی فوتبال انگلستان را در کارنامهٔ خود دارد. وی در تاریخ ۱۸ نوامبر ۱۹۶۴ نخستین بازی ملی خود را در مقابل تیم ملی فوتبال ولز انجام داد و با حضور در ۲ بازی ملی، در تاریخ ۹ دسامبر ۱۹۶۴ واپسین بازی ملی‌اش را در برابر تیم ملی فوتبال هلند برگزار کرد.
این بازیکن توانسته در بازی‌های ملی، ۲ گل به ثمر برساند.